# Opricsnyina
Az opricsnyina IV. Iván által bevezetett állami intézkedés, ami 1565-től 1572-ig volt érvényben, azonban de jure 1584-ig fennállt. Az intézkedés a bojárok nagymértékű visszaszorításának különböző módszereivel élt, beleértve a nyilvános kivégzéseket, a föld- és vagyonelkobzásokat. Az opricsnyina jelentheti továbbá:
- a hatezer opricsnyikból álló szervezetet, Oroszország első politikai rendőrségét,
- Oroszország azon területét, amit közvetlenül IV. Iván uralt, és ahol az opricsnyikok tevékenykedtek,
- valamint Oroszország történelmének ezen időszakát.

Az opricsnyina szó, amit Iván az intézkedés elnevezésére használt, az orosz оприч (oprics, kivétel) szóból származik.

## Okai
1558-ban IV. Iván cár elindította a livóniai háborút. Egy rövid életű koalíció, amelynek része volt Lengyelország, Litvánia és Svédország is, szintén beszállt a háborúba. Hosszú ideig elhúzódott (egészen 1583-ig) és nagyon drága lett; a krími tatárok, lengyel és litván betörések, éhínségek, egy kereskedelmi blokád és a háború költségei felemésztették Oroszországot.
1564-ben Andrej Kurbszkij Litvániába ment, és a litván sereget Oroszország ellen küldte, ezzel megsemmisítve Velikije Luki városát. Iván cár gyanakodni kezdett, hogy más arisztokraták is elárulják.
Vaszilij Kljucsevszkij és Sztyepan Veszelovszkij az opricsnyinát Iván paranoiájával magyarázták és elutasították a vele elérni kívánt nagyobb célok realitását. Ugyanakkor Szergej Platonov szerint IV. Iván az opricsnyinát a növekvő bojárarisztokrácia megfékezése végett rendelte el. Isabel de Madariaga az opricsnyinát Iván arra való kísérleteként magyarázza, hogy minden független társadalmi osztályt az autokrácia alá rendeljen.

## Létrejötte
1564. december 3-án IV. Iván elzarándokolt Moszkvából. Noha a hasonló utak rutinszerűek voltak az uralkodók körében, Iván elhanyagolta a normális előkészületeket a távollétében való uralkodáshoz. Mi több, meglepően nagy testőrsége, jelentős számú bojár és a kincstár is követte.
Egy hónap csend után Iván végül január 3-án két levelet állított ki Alekszandrova Szloboda-i erődjeiről. Az első a városi elithez szólt: sikkasztással és árulással vádolta. További vádak érintették a papságot és hogy védik a megvádolt bojárokat. Végeredményben Iván bejelentette lemondását, és Szimeon Bekbulatovicsot kiáltotta ki Oroszország nagyhercegének. A második levél Moszkva népéhez szólt: kijelentette, hogy „nem dühös” népére. A bojárduma nem tudott Szloboda és Moszkva közt megosztva Iván távollétében kormányozni, félt a moszkvaiak haragjától.
Egy bojárküldött elment Alekszandrova Szlobodába, hogy felkérje Ivánt: térjen vissza a trónra.
IV. Iván elfogadta visszatérését, azon feltétellel, hogy megbüntethet embereket jogi kereteken kívül is árulásért. Kijelentette, hogy kivégeztetheti az árulókat és elkobozhatja földjeiket a bojárduma vagy az egyház közbenjárása nélkül. Hogy vizsgálatait folytassa, Iván létrehozta az opricsnyinát (eredeti jelentésében nemes özvegyre hagyott, a gyermekektől elkülönített föld). 100 000 rubel adót is begyűjtött, hogy az opricsnyinát finanszírozza.

## Megszervezése
Az opricsnyina külön terület volt Oroszország határain belül, többnyire északon, a korábbi Novgorodi Köztársaság határain belül. Ez a régió tartalmazta az állam több pénzügyi központját, beleértve Sztaraja Russza sóvidékét és a főbb vásárvárosokat. Iván teljhatalmat gyakorlott az opricsnyina felett. A bojárok irányították a zemscsnyinát („közterület”), az állam másik részét. 1568-ig az opricsnyina sok adminisztrációs intézményben függött a zemscsnyinától. Csak mikor a zemscsnyina és az opricsnyina közti konfliktus a csúcsra ért, akkor hozott létre önálló intézményeket Iván az opricsnyinában.
Létrehozta személyi testőrségét, az opricsnyikokat. Eredetileg ezer főből állt. Alekszej Baszmanov és Afanaszij Vjazemszkij felügyelték a toborzást. A zemscsnyinától vagy annak közigazgatásától független nemesek és vidékiek jogosultak voltak Iván új őrségébe. Henri Troyat kiemelte az opricsnyina újoncainak alacsony származását. Ugyanakkor Vlagyimir Kobrin történész vitatta, hogy az alacsonyabb osztályok felé fordulás később fejlődést okozott az opricsnyina korában. Sok korai opricsnyik közeli kapcsolatban volt Oroszország hercegi és bojár klánjaival.
Az opricsnyina alatti területfelosztások tömeges áttelepüléshez vezettek. Mikor a zemscsnyinai nemesek tulajdona az opricsnyina területére esett, az opricsnyikok elkobozták földjeiket, s a tulajdonosokat a zemscsnyina területére kényszerítették. Az opricsnyina területe elsősorban szolgálati birtokokat tartalmazott. Alekszandr Zimin és Sztyepan Veszelovszkij szerint ez a felosztás az örökös földbirtokosságot nagyrészt érintetlenül hagyta. Ugyanakkor Platonov és mások szerint az áttelepülés célja a földbirtokos nemesség hatalmának aláaknázása volt. Pavlov szerint a zemscsnyinai szolgálók az opricsnyináról az örökbirtokokra történő áttelepülése súlyos csapás volt a hercegi osztálynak. Az örökbirtokok felosztása az elit befolyását lecsökkentette ama területen, ahol születtek. A leginkább érintett Szuzdal területe volt, mely birtokosai 80%-át elvesztette.
Az opricsnyikok társadalmi és gazdasági előnyöket élveztek az opricsnyinában. Míg a zemscsnyinai bojárok mind az örök-, mind a szolgálati földet elvesztették, az opricsnyikok megtartották a zemscsnyinai örökbirtokot. Mi több, Iván az opricsnyinának adta a zemscsnyinai nemesekre kirótt adók egy részét. Az opricsnyikok Ivánnak hűségükkel tartoztak, nem örökséggel vagy szerződésekkel.

## Tevékenysége

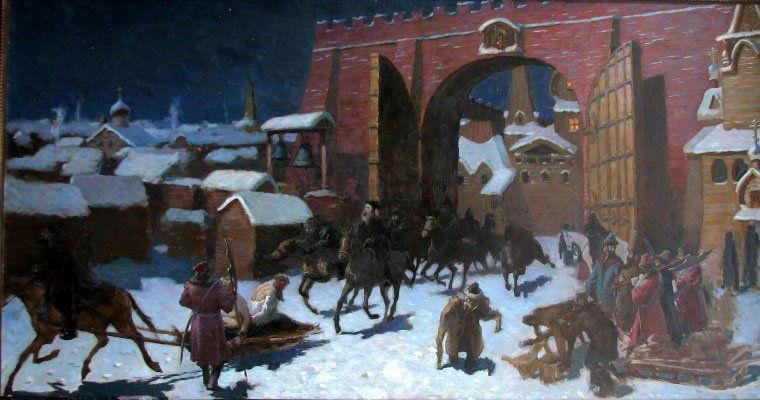
Vaszilij Kudjakov: Az opricsnyikok és a bojárok

Az üldözések első hulláma elsősorban Oroszország hercegi klánjait érintette, különösen Szuzdal befolyásos családjait. Iván az összeesküvés megkérdőjelezhető vádjaira alapozva a bojár klánok vezető tagjait kivégeztette, száműzette vagy megkínoztatta. 1566-ban az opricsnyina nyolc központi kerületre bővült. Az ott élő 12 000 nemesből 570 lett opricsnyik, a többit elüldözték. Nekik el kellett menniük a zemscsnyinába a tél közepén, ráadásul a nekik segítő parasztokat kivégezték. Egyszer Iván visszahívott bizonyos számú nemest Moszkvába. A cár még a zemscsnyinában élő nemeseket is meghívta a Zemszkij Szoborra a livóniai háborúról. Iván feltette a kérdést, hogy Oroszországnak fel kell adnia a lív területeket a győztes Litvánia számára, vagy fenn kell tartania az erőfeszítést, hogy a régiót meghódítsa? A testület elfogadta a háborús intézkedéseket és vészhelyzeti adókat vezetett be a kimerülő kincstár megtámogatására.
De a Zemszkij Szobor benyújtott az opricsnyina végéről is egy petíciót. A cár az opricsnyinában fennálló terror megújításával válaszolt: a petíció benyújtóinak és a tiltakozás állítólagos vezetőinek azonnali letartóztatását rendelte el. A további vizsgálatok szerint Iván Fjodorov, a zemscsnyinai duma vezetője akarta Iván cárt megbuktatni. Fjodorovot eltávolították az ülésről és rá nemsokára kivégezték.
XIV. Erik svéd király 1568-as megbuktatása és Iván második feleségének 1569-es halála elmélyítette Iván paranoiáit. Figyelme Novgorod felé fordult: Oroszország második legnagyobb városában nagy szolgálati nemesség élt, akik kapcsolatban álltak néhány moszkvai elítélt bojárcsaláddal. A város III. Iván uralma alatti kifosztása ellenére Novgorod politikai szervezettsége független maradt Oroszország központi közigazgatásától. Továbbá a város északkeleti befolyása növekedett, ahogy a város szembenézett a litván határral szembeni katonai előretöréssel. Izborszk Litvániának árulással való történő feladása is azt okozta, hogy Iván megkérdőjelezte a határtelepülések hűségét.
IV. Iván egy opricsnyik csapatával egyhavi hadjáratot indított Novgorod ellen (novgorodi mészárlás). Az opricsnyikok kifosztották a várost, és minden osztály körében kivégzéseket rendeztek. Mivel a livóniai háború jelentősen megcsapolta az állam erőforrásait, Iván az egyházi és a kereskedelmi személyeket különös kegyetlenséggel támadta. Novgorod után az opricsnyikok a szomszédos kereskedőváros, Pszkov felé indultak. A várossal viszonylag kegyesen bántak. Az opricsnyikok korlátozott mennyiségű kivégzést hajtottak végre, és alapvetően az egyházi vagyon elkobzására összpontosítottak. Egy beszámoló szerint Pszkovi Nikolasz Szalosz, Krisztus bolondja megjósolta Iván bukását, s ez motiválta a mélyen vallásos cárt a város megkímélésére. Egy másik elmélet szerint Iván nem érezte szükségét annak, hogy Pszkovban is vérengzést hajtsanak végre, mert korábban kifosztották a várost az izborszki árulás miatt. A második fosztogatás oka valószínűleg az állam rossz anyagi helyzete és a háborús kincstár helyzetének javítása volt.
Ahogy Moszkvába visszatért, IV. Iván folytatta, amit elkezdett. A büntetések az opricsnyina vezetésére irányultak. A cár már visszautasította a Baszmanov- és Vjazemszkij-közreműködést a novgorodi tevékenységben. Visszatértekor Iván mindkettejüket bebörtönözte, ahol rövidesen meghaltak. Iván Pavlov az opricsnyikok magasabb szintjei ellen fordulását a köztük lévő egyre több alacsonyabb származásúval kapcsolja össze. Iván az opricsnyikok közti növekvő elégedetlenségre reagálhatott a Novgoroddal való rossz bánásmód után. Továbbá az osztályok közti eltérések az alacsonyabb rangú opricsnyikokat a magasabb rangúak ellen hangolhatták. Mivel Iván a régebbi opricsnyikokat gyanúsította, az alacsonyabb származású újoncok az új büntetési formákat alkalmazhatták, befolyásukat növelendő az opricsnyina hierarchiájában.

## Megszűnte
1572-ben megszűnt az opricsnyina, az addigi zemscsnyina és az opricsnyina újraegyesült, és egy megújult bojárduma uralma alá került, az egykor felosztott területek mindkét részéből érkező tagokkal.
A történészek számos különféle tényezővel magyarázzák az opricsnyina megszűntét. Mikor a krími tatárok Moszkvát az orosz-krími háború idején felgyújtották, az opricsnyikok nem tudtak komoly védelmet felmutatni. A tatárok sikere megrengethette a cár opricsnyinába vetett hitét. Iván nem találhatta hatékonynak háború idején az államfelosztást és az általa gyakorolt jelentős társadalmi és gazdasági nyomást. Egy másik magyarázat szerint Iván az opricsnyina kapcsán úgy gondolhatta, hogy sikert ért el az elit meggyengítése terén, és a cár érezte: hasznosságához képest aránytalanul nagy erőforrásokat igényel.

## Utóélete
Robert O. Crummey és Platonov az opricsnyina alatti tömeges áttelepülések hatásait emelték ki. A nagybirtokok kis opricsnyik földterületekre való felosztása a parasztokat szigorúbb földbirtoklási helyzetbe kényszerítette. Továbbá egy új vándorló népesség jelent meg, a földek elkobzása pedig sok parasztot kényszerített földjeik elhagyására. A vándorlók számának növekedése a jobbágyság orosz uralkodó általi végső intézményesítését eredményezhette.
Isabel de Madariaga az opricsnyinának az arisztokraták hatalma konszolidációjában betöltött szerepét emelte ki. Az áttelepülés jelentősen lecsökkentette az örökös nemesség erejét. Az uralkodónak a hűségükkel tartozó földbirtokos opricsnyikok egy olyan arisztokráciát váltottak le, melynek lehet, hogy önálló politikai ambícióik lettek volna. A másik oldalon viszont Crummey az opricsnyina társadalmi hatásait bukásként értékelte. E szemszögből az opricsnyinának nem sikerült koherens társadalmat létrehoznia, ehelyett egy nagyrészt fókuszálatlan terrort eredményezett. Az ilyen felvetések Ruszlan Szkrinnyikov 1960-as évekbeli munkáiból erednek, melyek az opricsnyinát a terror uralmaként jellemezték. Eszerint célja az autokrácia esetleges szembefordulásának elkerülése volt.

„A tömeges terror, általános félelem és feljelentések terhe alatt az erőszak túlnyomó befolyásra tett szert a vezetőség politikai szerkezetében. A terror gépezetének működése kicsúszott létrehozói irányítása alól. Az opricsnyina utolsó áldozatai valójában azok voltak, akik a bölcsőjénél álltak.”

## Kulturális hatása

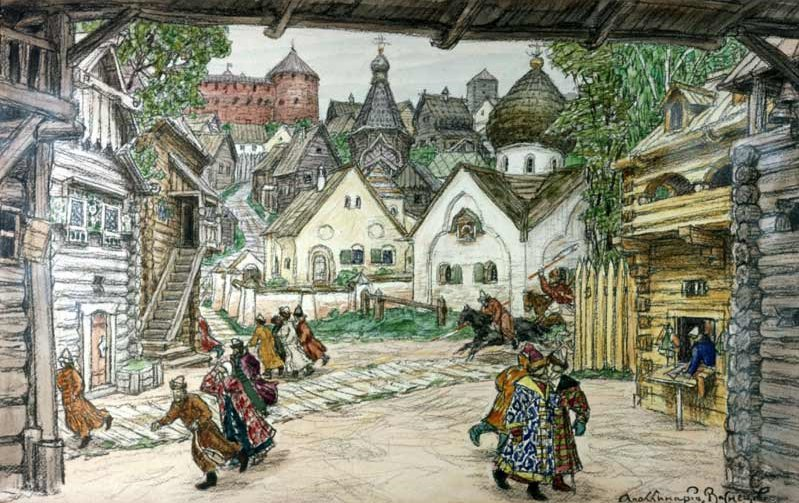
Az utca a városban című 1911-es Apollinarij Vasznyecov-kép, amit A cár katonája című Csajkovszkij-opera ihletett: emberek menekülnek az opricsnyikok elől.

Ivan Lazsecsnyikov írta Az opricsnyikok című tragédiát (oroszul: Опричники), mely Csajkovszkij A cár katonája című operájának alapjául szolgált. Csajkovszkij operája ihlette Apollinarij Vasznyecov 1911-es festményét: a városi utcán pánikba esett emberek menekülnek az opricsnyikok közeledésére.
Egy kitalált variáció jelenik meg az opricsnyinára a Kapu című japán kisregénysorozatban. Megtartja a nevet, a célt, a tevékenységet, a kutyafejmotívumot és még a seprűhasználatot is a történelmi eredetiből.
Vlagyimir Szorokin 2006-os regénye, Az opricsnyik egy napja disztopikus közeljövőt mutat be, ahol az orosz monarchia és az opricsnyina újból életre kel. A regénybeli opricsnyikok piros autókat vezetnek kutyafejdíszekkel, a lázadó nemeseket megerőszakolják és megölik, nagy mennyiségű alkoholt és narkotikumot fogyasztanak, miközben a monarchiát és az orosz ortodox egyházat éltetik.

## Fordítás
Ez a szócikk részben vagy egészben  az   Oprichnina című angol Wikipédia-szócikk fordításán alapul.  Az eredeti cikk szerkesztőit annak laptörténete sorolja fel. Ez a jelzés csupán a megfogalmazás eredetét és a szerzői jogokat jelzi, nem szolgál a cikkben szereplő információk forrásmegjelöléseként.